# Santals

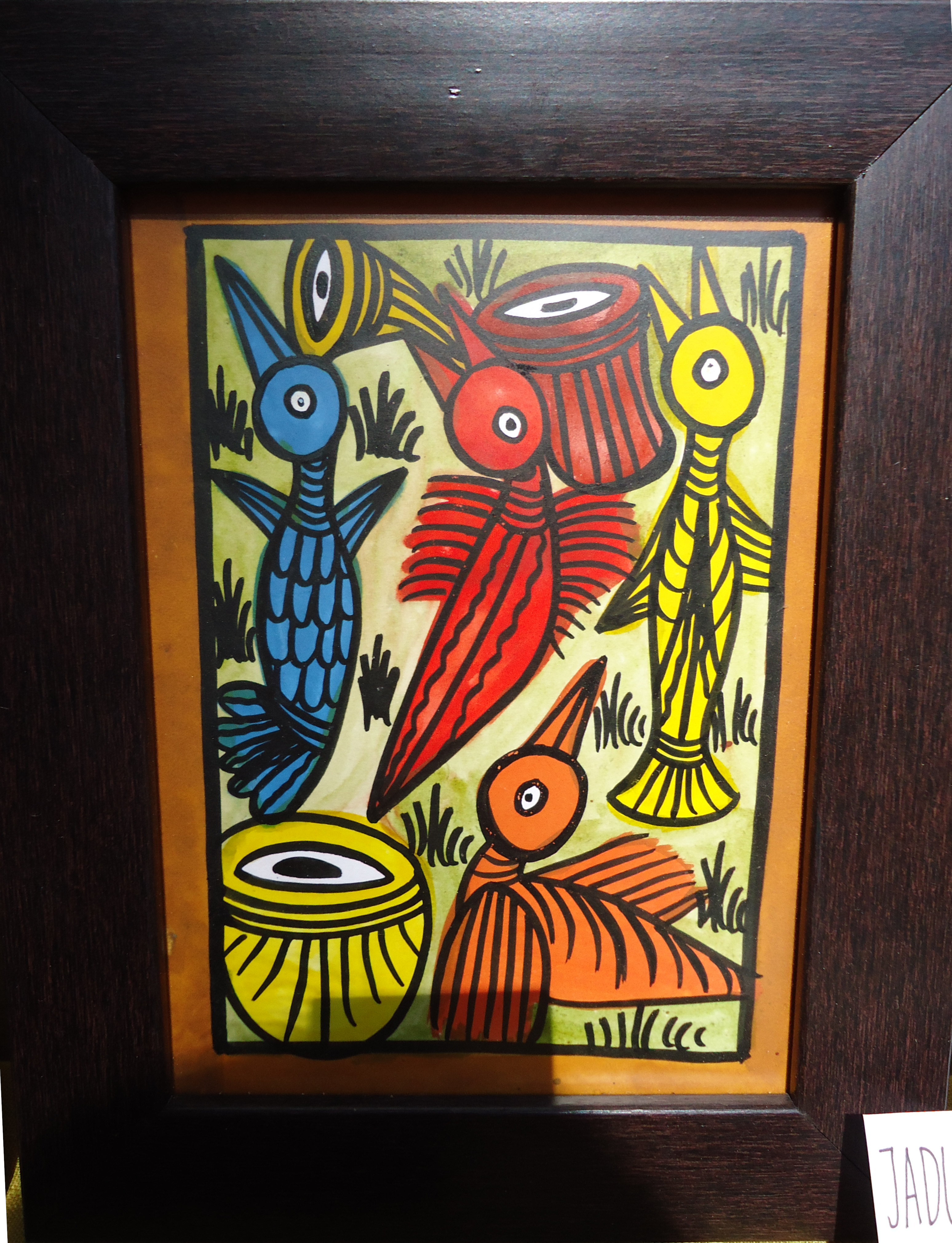
Peinture jadupatua.

Les Santals forment un peuple aborigène (ou adivasi), de langue austro-asiatique, de l'Inde principalement mais aussi du Bangladesh et du Népal. Les Santals sont environ 6 millions.

## Répartition
En Inde, ils sont répartis majoritairement dans les états du Jharkhand, du Bengale-Occidental, de l'Orissa, et du Bihar. La présidente de l'Inde Droupadi Murmu, en fonction depuis 2022, est santal. 
Au Népal, où ils sont aussi appelés Satars, ils sont environ 50 000 selon le recensement de 2012. Ils forment une population marginalisée présente dans le Sud-Est du pays (districts de Jhapa, Morang et Sunsari).

## Culture
Leur langue, le santali, appartient au groupe munda et n'est donc pas indo-européenne, à la différence de la grande majorité des langues d'Inde du Nord.
Ils sont connus pour leurs peintures sur rouleau, les jadupatuas, qui ont la même expression que dans l'art de Patta Chitra. Les jadupatuas (jadu veut dire magicien et patua image) sont des peintres et conteurs, et vont de village en village raconter les histoires qu'ils ont peintes sur des rouleaux de feuilles de papier.